# Donja Sabanta
Donja Sabanta (em cirílico: Доња Сабанта) é uma vila da Sérvia localizada no município de Pivara, pertencente ao distrito de Šumadija, na região de Šumadija. A sua população era de 544 habitantes segundo o censo de 2011.

## Demografia
| 1948 | 1953 | 1961 | 1971 | 1981 | 1991 | 2002 | 2011 |
| ---- | ---- | ---- | ---- | ---- | ---- | ---- | ---- |
| 1210 | 1122 | 1033 | 922  | 856  | 801  | 651  | 544  |